# Studio Bellerive

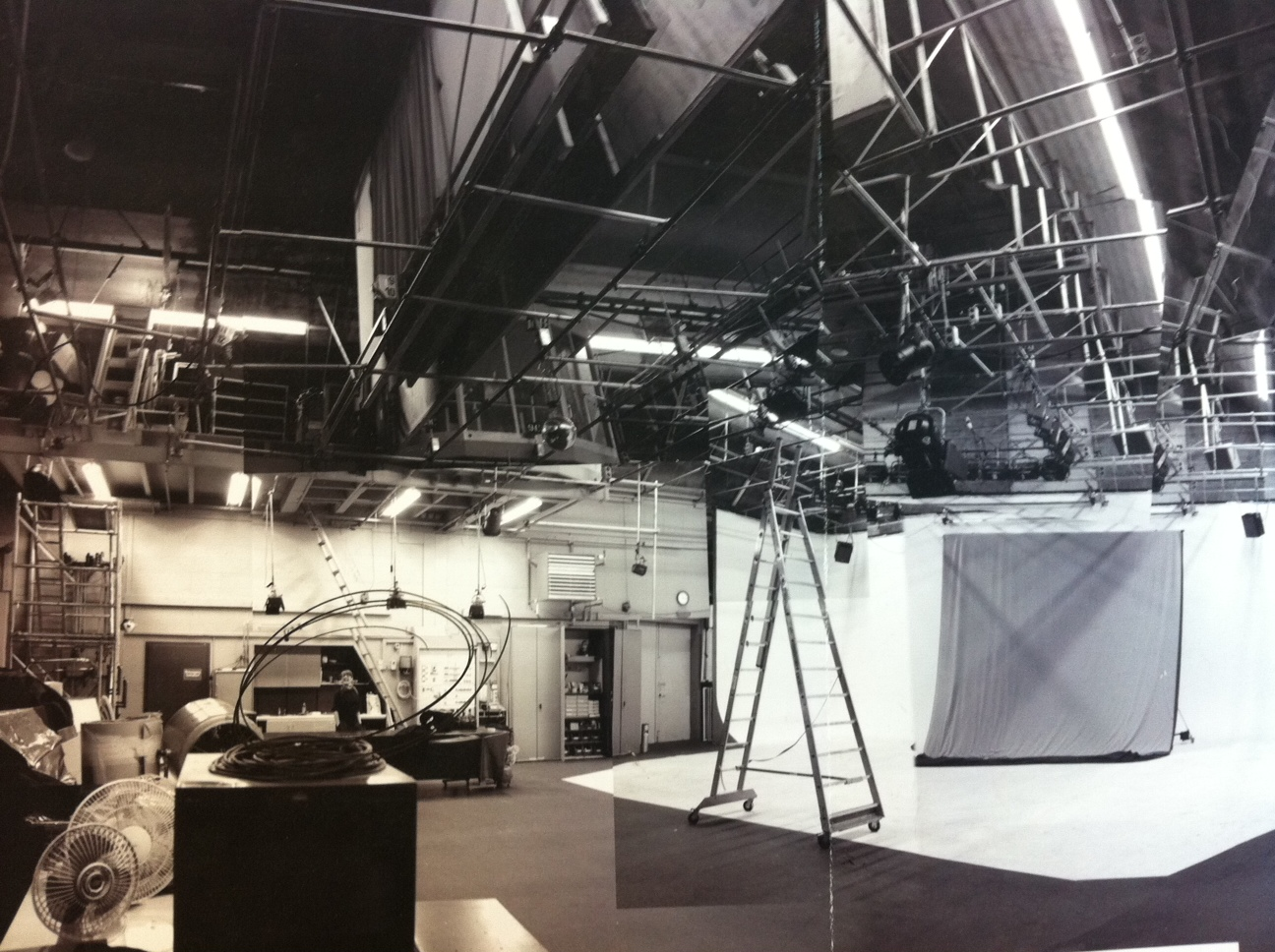
Studio Bellerive (bis 2008)

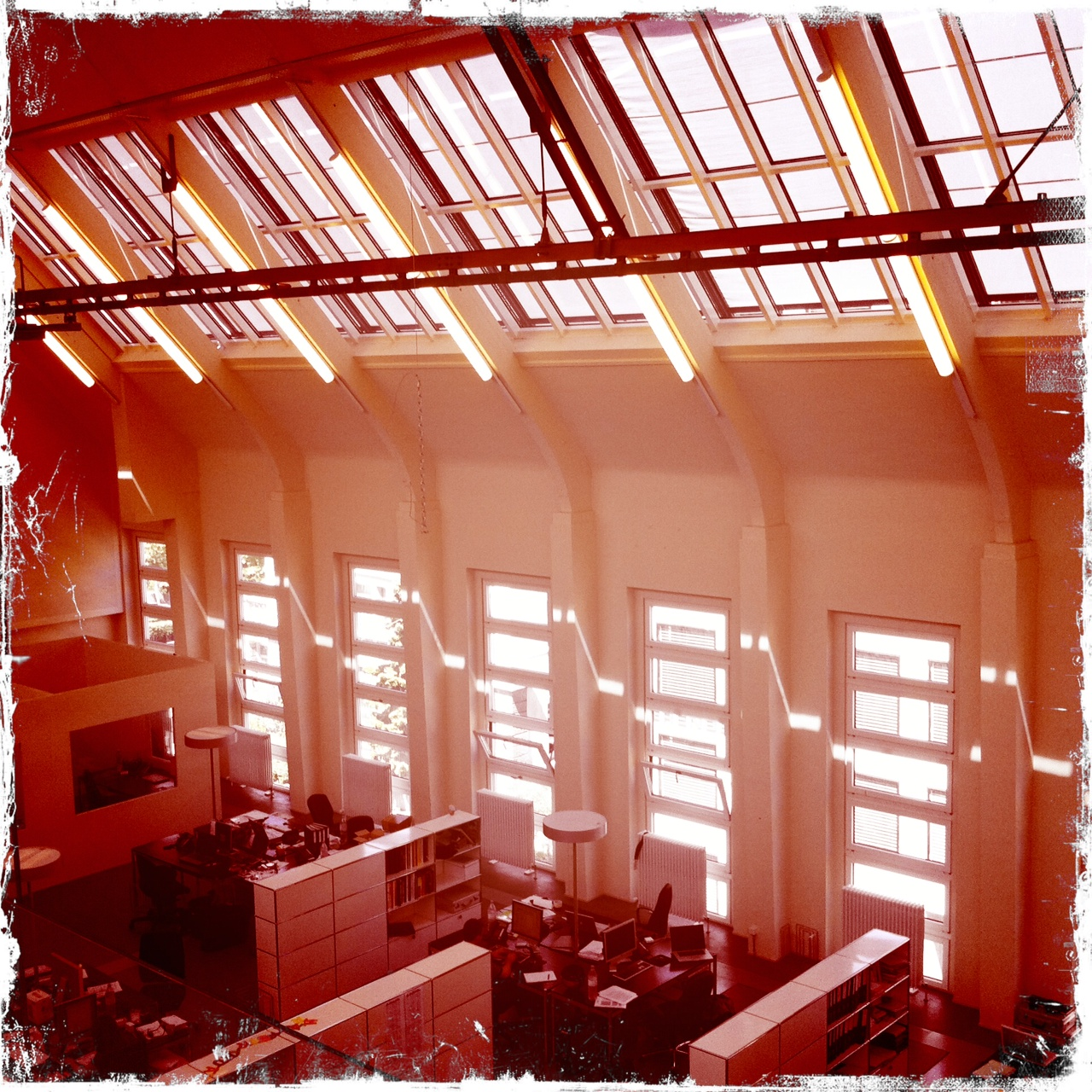
Studio Bellerive (seit 2010)

Das Studio Bellerive ist die Geburtsstätte des Schweizer Fernsehens. Es wird heute von Condor Films als Hauptsitz für das Unternehmen genutzt und seit 2023 ist das Zurich Film Festival dort beheimatet.

## Lage
Das ehemalige Filmstudio liegt in Zürich an der Kreuzstrasse 2 im Seefeldquartier. Es ist wenige Meter vom Zürichsee und vom Bellevue entfernt. In der Nähe des Studios befinden sich Tramhaltestellen und der Bahnhof Zürich Stadelhofen.

## Geschichte

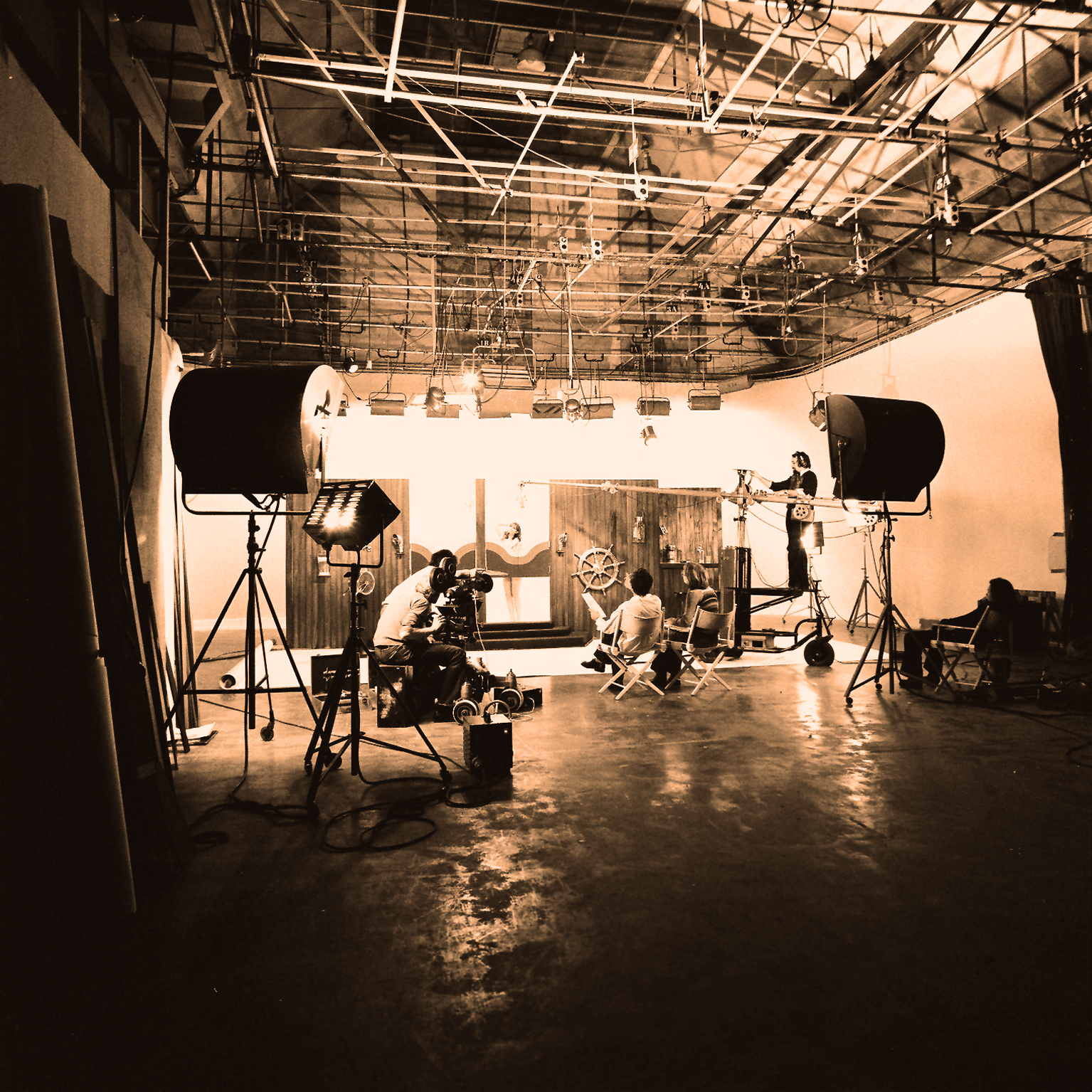
Dreharbeiten im Studio Bellerive (1975)

Das Gebäude wurde 1928/1929 von den Architekten Anton Fritz Scotoni und Karl Rudolf Völlmy als Garage mit Gymnastikräumen und zwei Tennishallen erbaut. Die zum Hotel Bellerive gehörenden Tennishallen in den beiden Seitenflügeln der Liegenschaft waren zu diesem Zeitpunkt die ersten Indoor-Tennisanlagen in Europa. 1932 erfolgte der Umbau der Gymnastikräume im 1. Obergeschoss in eine Autoreparaturwerkstatt und ein Tanzstudio.
1941 wurde in der Tennishalle auf Seite der Kreuzstrasse das Filmstudio Bellerive eingerichtet. Geplant wurde der Bau von Otto Dürr (1894–1952) und für die Akustik war der PTT Ingenieur H. Furrer zuständig.
1952 beschloss die PTT, in der Schweiz für einige Stunden pro Tag mit Fernsehproduktionen erste Erfahrungen zu sammeln. Die ehemalige Tennishalle wurde dazu 1953 von der PTT in besenreinem Zustand angemietet und schrittweise zum TV-Studio umgebaut und war das erste TV-Studio des Schweizer Fernsehens. Erreichbar war es nur über ein enges Treppenhaus. Innert 9 Monaten wurde die Basisinfrastruktur gebaut: Eine geschlossene Kabine wurde als Senderegie direkt in den Studioraum gestellt, eine Etage tiefer die Technik installiert und insgesamt drei kleinräumige Büros eingerichtet. Bei Briefings des Programmleiters mussten die Mitarbeiter anfangs auf dem Fussboden sitzen, der Schneideraum wurde in einem Duschraum untergebracht. Insgesamt standen im Studio Bellerive zum Startzeitpunkt des Versuchsbetriebs an Technik insgesamt drei Kameras, ein Filmabtaster, ein Abtaster für Dia (Fotos) und einige Mikrophone zur Verfügung.
1963 wurde im Studio Bellerive vom Schweizer Fernsehen eine eigene Version von «Dinner for One» mit den Originaldarstellern Freddie Frinton und May Warden gedreht. 1964 begann die Produktion und Ausstrahlung erster Reklamefilme. Zeitgleich wurde testweise ab 1965 im Studio Bellerive die ersten TV-Farbbilder produziert. 1968 wurde im Studio Bellerive und beim Schweizer Fernsehen das Farbfernsehen eingeführt.
1969 sendete das Schweizer Fernsehen vom Studio Bellerive aus eine Live-Sendung zur Mondlandung. Schweizer Stars wie Heidi Abel, Mäni Weber und Ruedi Walter starteten im Studio Bellerive ihre Karriere ebenso wie hier Vico Torriani, Ettore Cella, Ines Torelli, Peter K. Wehrli und Hans O. Staub erstmals vor die Kameras traten. Moderator Hans A. Traber zeichnete hier seine schweizweit bekannten TV-Sendungen auf. Ebenso wurden die Rundschau und die legendären TV-Serien Zu Besuch im Zoo und Zu Besuch beim Tierarzt erstmals aus dem Studio Bellerive gesendet.
1972 übernahm Condor Films das Studio und baute es als Film- und TV-Produktionsstätte weiter aus. Nebst dem eigentlichen Studio wurden auf weiteren drei Etagen die jeweils aktuelle technische Infrastruktur für Werbefilm, Spielfilm, Auftragsfilme und TV-Produktionen betrieben und Büroräumlichkeiten eingerichtet. Regisseur Rolf Lyssy drehte 1981 im Studio Teile seines Spielfilms Video-Liebe (Kassettenliebe, 1981). Dieter Meier und Boris Blank von Yello filmten ihre Musikvideos im Studio Bellerive, so 1988 «The Race». 1999 wurde die Liegenschaft und das Studio Bellerive von der Stadt Zürich unter Denkmalschutz gestellt. 2008 wurde das Bildstudio komplett geräumt und zu neuen Büroräumlichkeiten für die Condor Films umgebaut. Diese wurden im Spätsommer 2010 bezogen. In den Räumlichkeiten belassen und neu restauriert wurde die Original-Lichtregie aus den Zeiten des Schweizer Fernsehens. Die in 10 Meter Höhe unter dem Dach angebrachte schalldichte Kabine aus Glas und Holz ist nun über eine neue Galerie zugänglich.